# Mun (fiume)
Il fiume Mun (in lingua thai: แม่น้ำมูล; trascrizione RTGS: Maenam Mun, IPA: /mɛː naːm muːn/) è un affluente di destra del fiume Mekong e attraversa la parte meridionale della Thailandia del Nordest. Bagna la periferia orientale di Nakhon Ratchasima e quella meridionale di Ubon Ratchathani, due delle maggiori città della regione. È a tratti navigabile e le sue acque, particolarmente ricche di pesce, sono impiegate anche per l'irrigazione.

## Geografia
Il Mun è lungo 673 km e nasce nella zona dei monti Sankhampaeng dove si trova il parco nazionale di Khao Yai. Scorre lungo la parte meridionale dell'altopiano di Korat, attraverso le province di Nakhon Ratchasima, Buri Ram, Surin, Sisaket e si getta nel Mekong nella provincia di Ubon Ratchathani in prossimità della frontiera con il Laos. Raccoglie le acque del versante settentrionale dei monti Dângrêk, che segnano il confine tra Thailandia e Cambogia
Al confine tra la provincia di Sisaket e quella di Ubon Ratchathani raccoglie le acque del fiume Chi (IPA: /tɕīː/; in lingua isan: Si , IPA: /sīː/), il suo maggiore affluente, che è più lungo del Mun ma ha una portata minore. A sud del punto di affluenza tra il Mun e il Mekong, quest'ultimo entra in territorio laotiano, mentre a nord il Mekong segna per un lunghissimo tratto il confine tra i due Stati. Il bacino idrografico del fiume ha una superficie di circa 119.000 km², circa i 2/3 dell'intero Isan.

## Storia
Scavi archeologici hanno portato alla luce tracce di insediamenti particolarmente evoluti lungo la valle del Mun. Il più famoso è quello di Non Mueang Kao (tumulo della città antica), situato nella provincia di Ubon Ratchathani. Abitato a partire dal 500 a.C., il notevole vasellame ritrovato risale però al VII secolo. Questo e altri siti archeologici disseminati lungo il Mun presentano pavimentazioni intonacate, pali in legno e tombe ricche di fine oggettistica, contenenti anche tracce di riso e resti di animali.
La conformazione idro-geologica del Mun ha causato spesso inondazioni nella stagione delle piogge. Per ovviare al problema, le acque del fiume sono state convogliate in canali artificiali che, oltre a mitigare le inondazioni, danno un contributo all'irrigazione.

### Dighe
A 5 km dalla confluenza tra Mun e Mekong, nel 1994 l'autorità statale per la produzione di energia elettrica ha inaugurato sul fiume la diga Pak Mun che ha avuto un forte impatto ecologico sul territorio circostante. Le proteste dei cittadini contro la diga riguardano la forte diminuzione dei pesci nel Mun, indennizzi insufficienti per la popolazione che ha subito danni e una produzione di elettricità inferiore a quanto inizialmente previsto. Lo sbarramento ha provocato l'inondazione di 117 km² di terreno ed il conseguente sfollamento di 3.000 famiglie. Oltre 20.000 cittadini hanno denunciato di aver subito danni dalla costruzione dell'impianto.
Il Mun fu inserito negli anni novanta nel progetto governativo Khong-Chi-Mun, che prevedeva la realizzazione di una rete di canali che unissero le acque di Mekong, Mun e Chi. Lo scopo di tale progetto era di rendere più fertile una larga parte dell'Isan, la cui terra è per tradizione particolarmente secca. Il progetto incontrò vibranti proteste di gruppi ambientalisti, che ne criticavano l'impatto ambientale ed i costi. Nel quadro del progetto, la diga Rasi Salai realizzata a metà degli anni novanta sul Mun, i cui costi sono lievitati in corso d'opera da 140 a 871 milioni di baht, ha innescato un disastro ambientale e solo alcuni degli agricoltori che ne hanno subito gli effetti sono stati indennizzati. La diga è stata chiusa definitivamente e molti dei canali previsti non sono mai stati realizzati.